# 高タシュ・ブカ
高 タシュ・ブカ（こう タシュ・ブカ、生没年不詳）は、モンゴル帝国（大元ウルス）に仕えた漢人官僚の一人。トルイの配下で第二次金朝侵攻に活躍した高宣の曾孫で、司農司設立に寄与した高天錫の孫。

## 略歴
高タシュ・ブカはオルジェイトゥ・カアン（成宗テムル）の治世の初期に祖父の高天錫の地位を継承したが、この時は喪に服するため職を辞している。大徳元年（1297年）、改めて奉議大夫・章佩監丞の地位を授けられ、大徳4年（1300年）に朝列大夫・利用監丞、大徳8年（1304年）に利用少監と昇任を続けている。
大徳11年（1307年）、クルク・カアン（武宗カイシャン）が即位すると、中議大夫・秘書監丞の地位を授けられた。また、クルク・カアンの即位と同時に弟のアユルバルワダが皇太子に立てられており、高タシュ・ブカは皇太子アユルバルワダのケシクテイ（宿衛）に入ることになった。至大3年（1310年）冬には少中大夫・納綿府ダルガチの地位に移った。至大4年（1311年）、クルク・カアンが急死しアユルバルワダがブヤント・カアンとして即位すると取り立てられ、皇慶元年（1312年）春に嘉議大夫・同知崇祥院事、冬に資徳大夫・崇祥院使とされた。
延祐4年（1317年）4月、ブヤント・カアンは高タシュ・ブカに「汝の祖（高天錫）は嘗て司農であった。今また汝にこの地位を授けよう」と述べ、栄禄大夫・大司農に任じた。なお、同年には前任者の死を受けて名門ジャライル部のバイジュが大司農に任命されており、これと連動した人事であったと考えられている。またこのころ、アユルバルワダの息子で皇太子のシデバラに前代の嘉言善行を纏めて「承華事略」と名付けた書と画豳風図を献上し、これを見たブヤント・カアンから今後シデバラをよく輔弼するよう声を掛けられている。延祐6年（1319年）には集禧院使に改められたが、隠居して家居し、それから間もなく亡くなった。